# Dimos Agios Efstratios
Dimos Agios Efstratios (Agios Efstratios) är en kommun i Grekland. Den ligger i prefekturen Nomós Lésvou och regionen Nordegeiska öarna, i den östra delen av landet, 200 km nordost om huvudstaden Aten. Antalet invånare är 307. Dimos Agios Efstratios ligger på ön Agios Efstratios.